# Lavoir (Soiron)
Het lavoir is een historische openbare wasplaats in de tot de Belgische gemeente Pepinster behorende plaats Soiron.
Dit lavoir ligt op het laagste punt van de dorpskom en bestaat uit een overdekt bouwwerk waarin zich een bron bevindt en twee bassins, waarbij het water van het ene in het andere bassin overloopt. Het water komt uit in een driehoekige vijver, waarlangs zich ook een pomp en nog een bassin bevindt.
Het geheel, in natuursteen opgetrokken, werd gerestaureerd in 1983.

## Galerij

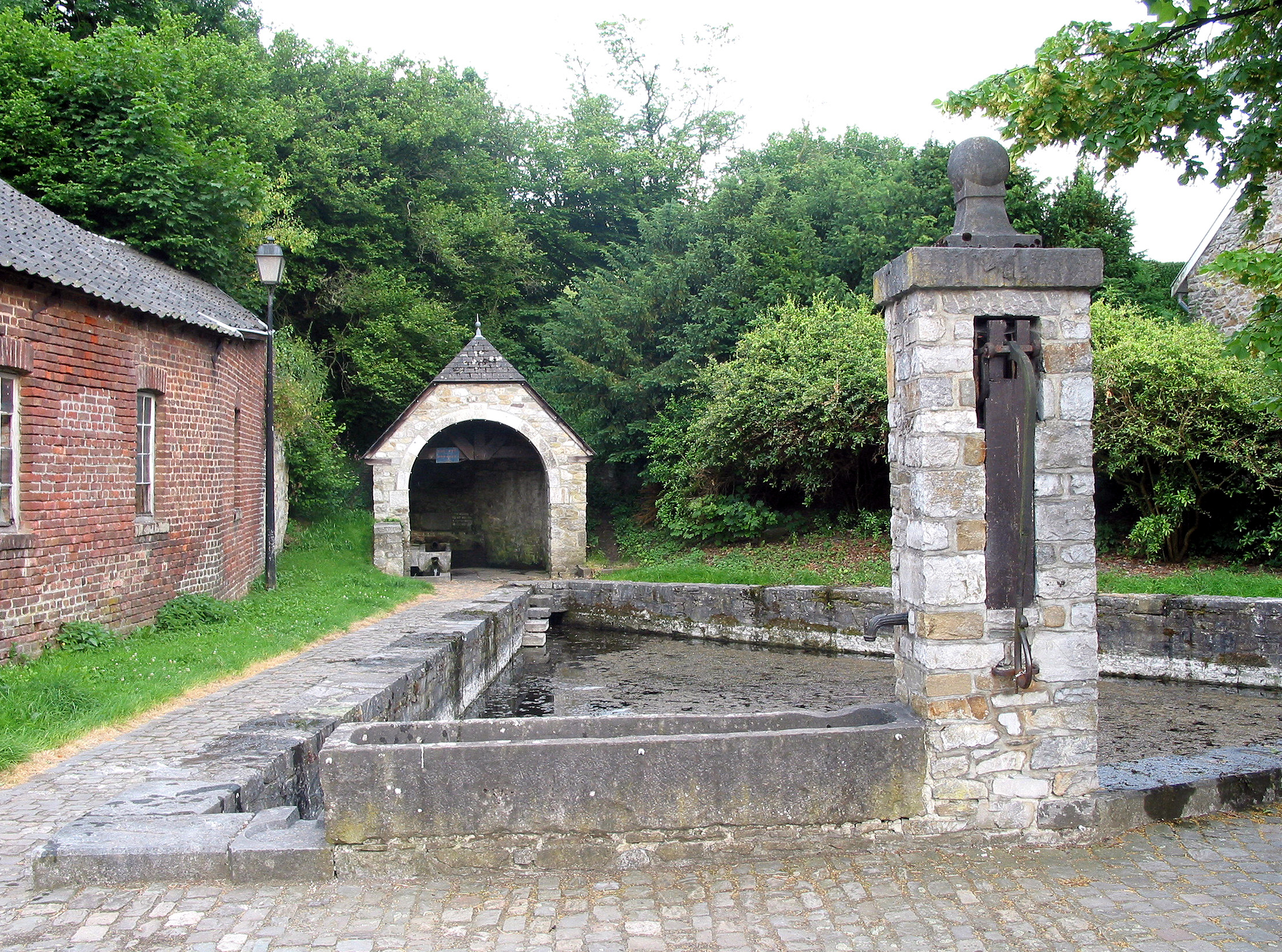
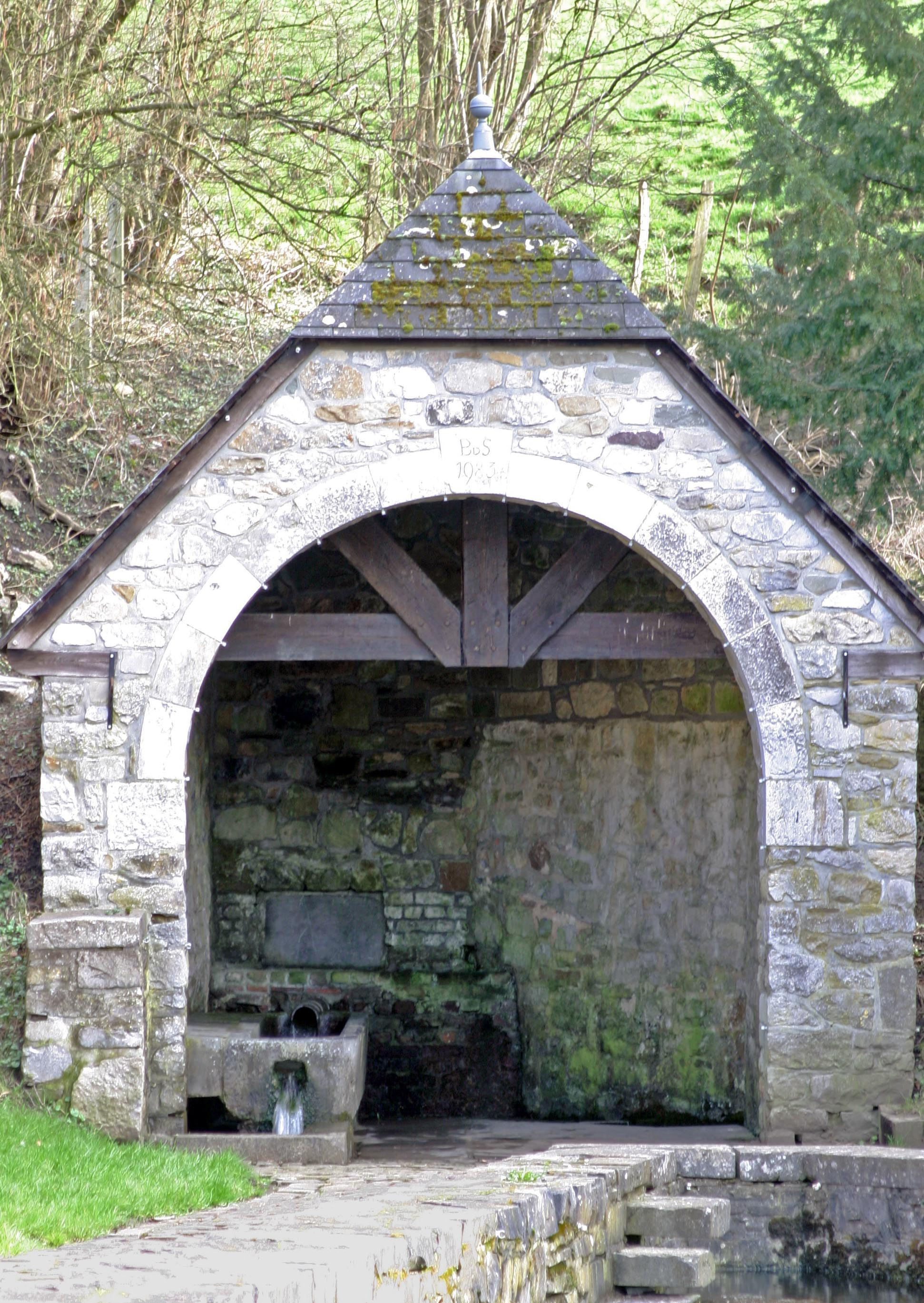
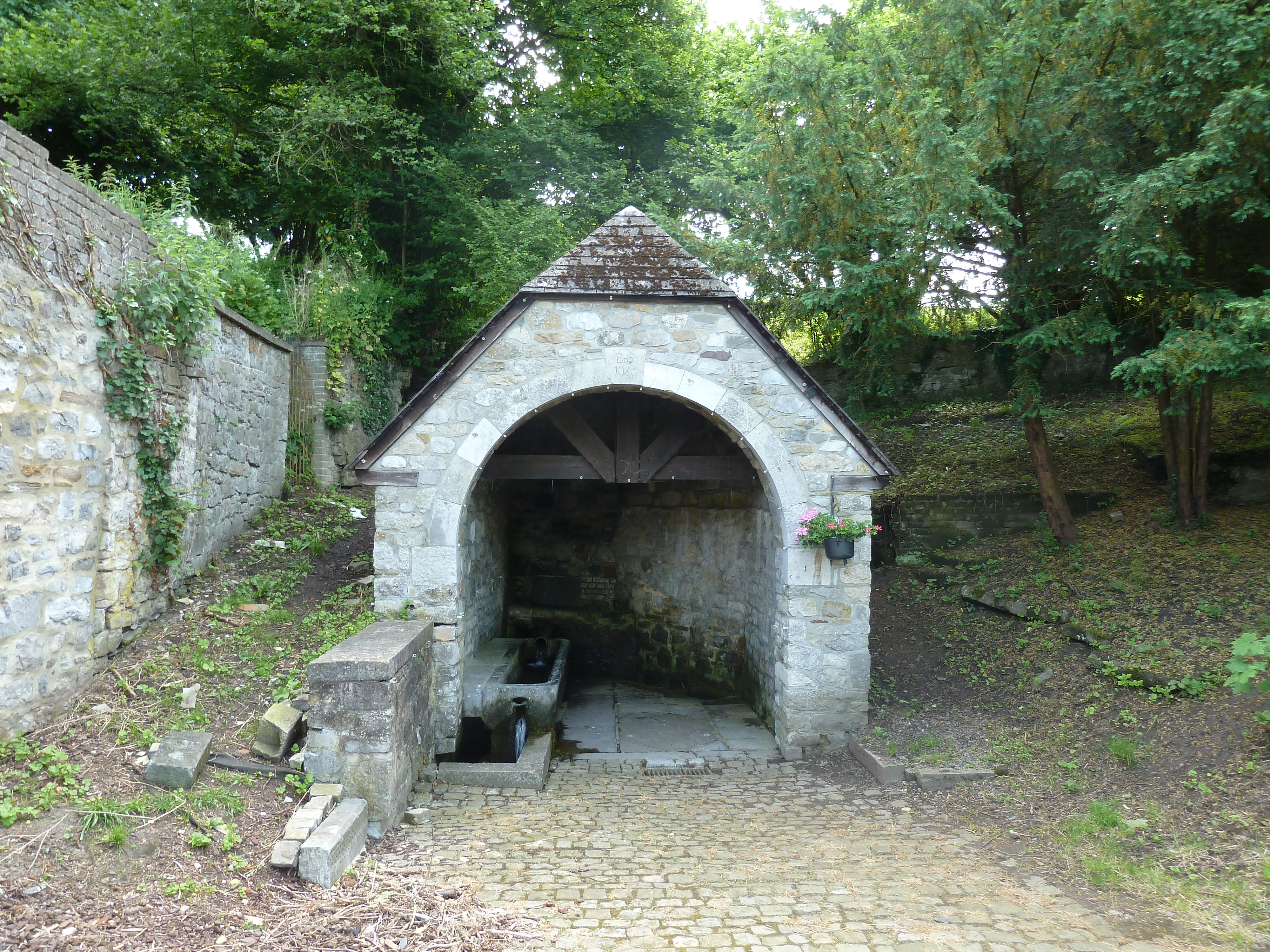
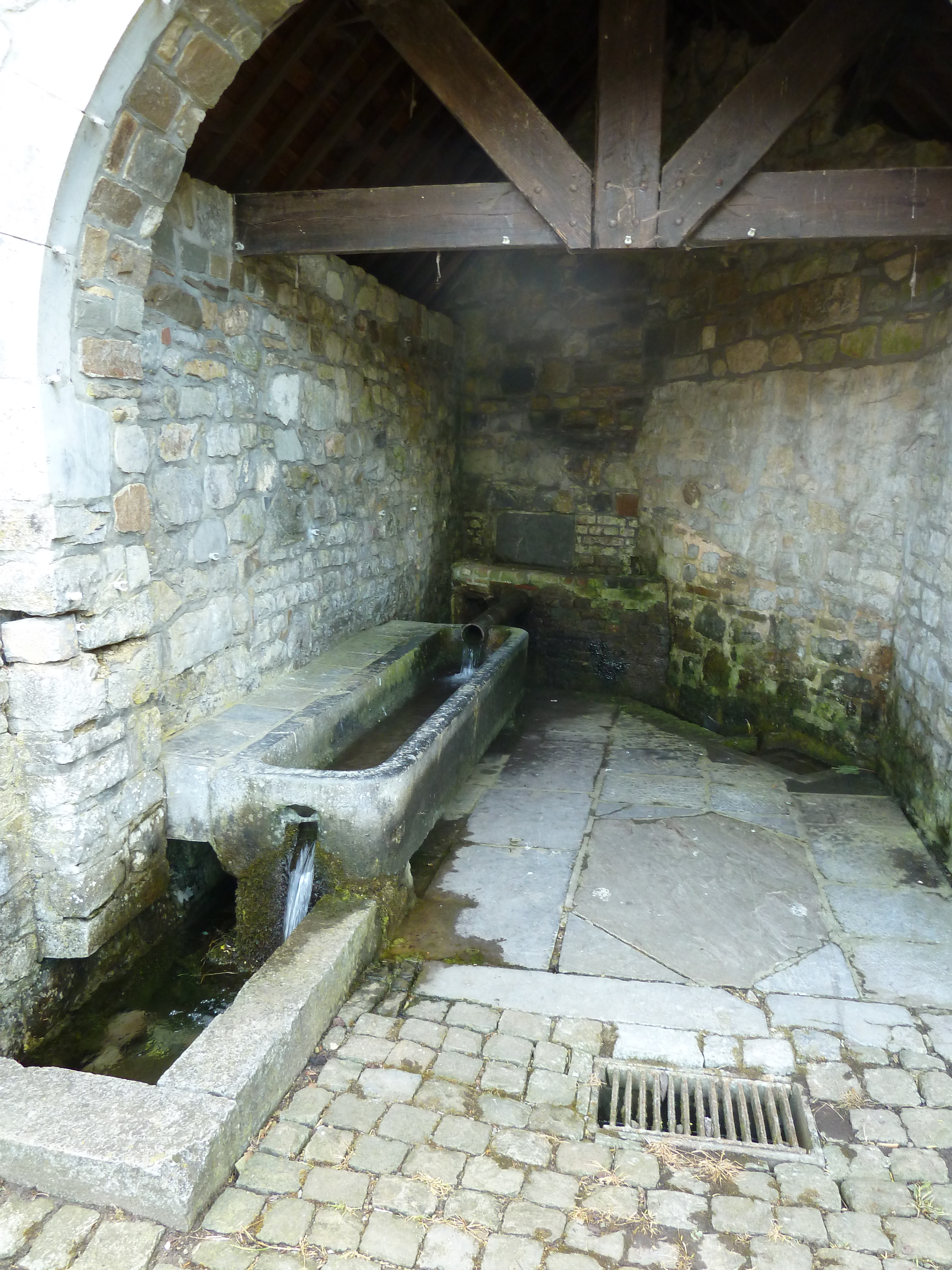
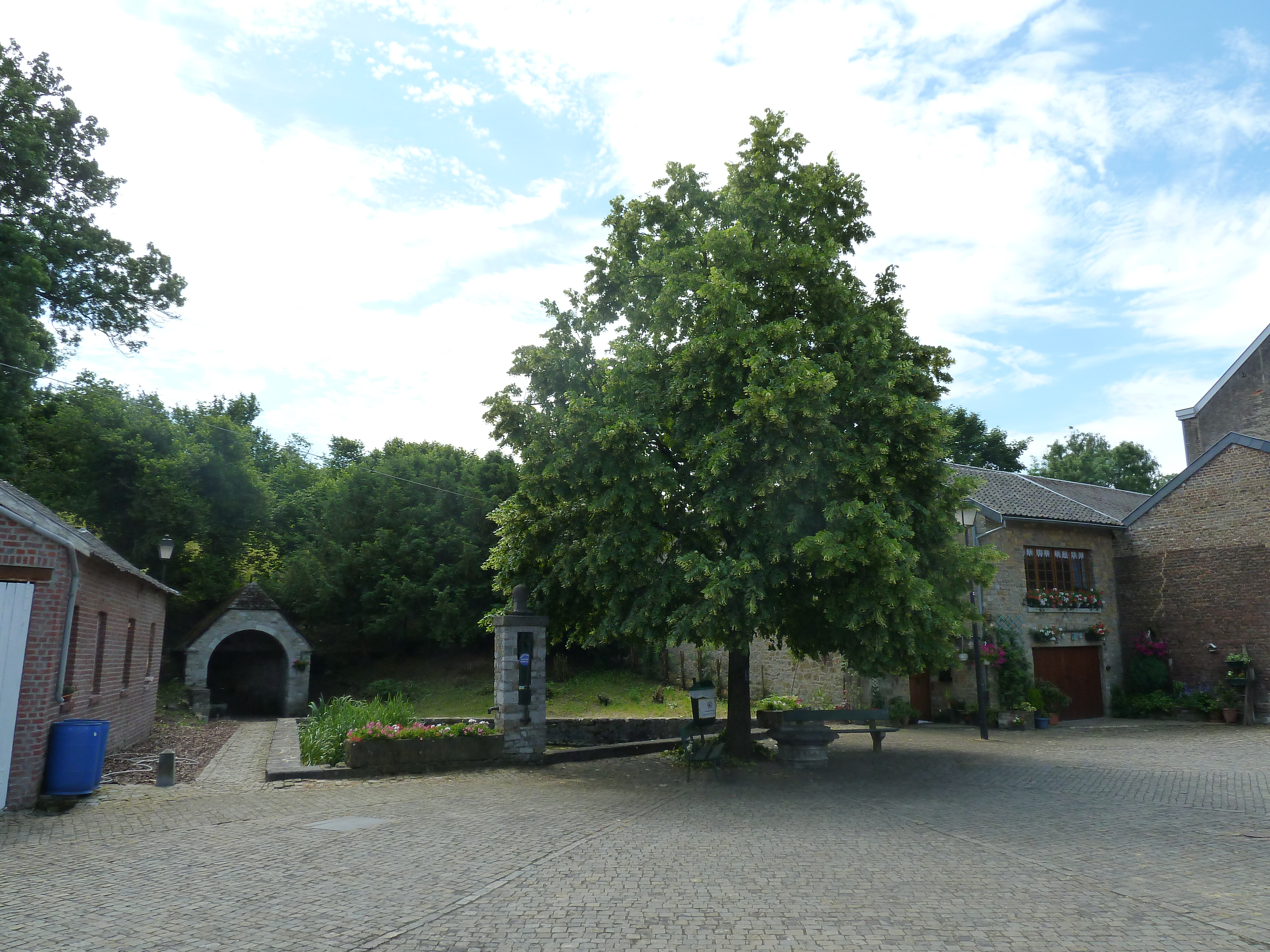